# Похититель
«Похититель» (англ. The Hard Way, другие названия — «Трудный путь», «Джек Ричер, или Похититель») — роман английского писателя Ли Чайлда, вышедший в 2006 году. Десятая книга из серии о бывшем военном полицейском Джеке Ричере.

## Сюжет
В Нью-Йорке бывший военный полицейский Джек Ричер становится свидетелем несостоявшегося обмена. Его нанимает бизнесмен Эдвард Лейн, чья фирма рекрутирует бывших солдат спецподразделений. Кейт, жена Лейна, и её дочь Джейд были похищены, и похититель, получив выкуп, не отдал их. Он не сделал этого и после получения второй и третьей сумм. Лейн теряет надежду на то, что его жена и падчерица всё ещё живы. Он предлагает Ричеру  миллион долларов, если он найдёт похитителя.
В офисе Лейна Ричер встречает Патрицию Джозеф, сестру похищенной и убитой пять лет назад жены Эдварда Энни. Та утверждает, что именно Лейн подстроил её похищение и убийство. Лейн убеждает Ричера, что он не имеет отношения к нынешнему похищению. Через Патрицию Ричер связывается с бывшим агентом ФБР Лорен Полинг, которая расследовала дело Энни, и у них завязываются отношения.
Расследование приводит их в Норфолк, где прячутся Кейт и Джейд. Ричер помогает беглецам в схватке с боевиками Лейна